# 科尔瓦
科尔瓦（Korwa），是印度北方邦Sultanpur县的一个城镇。总人口6045（2001年）。

## 人口
该地2001年总人口6045人，其中男性3127人，女性2918人；0—6岁人口590人，其中男334人，女256人；识字率81.27%，其中男性为85.96%，女性为76.25%。